# Абалаков Віталій Михайлович
Віталій Михайлович Абалаков (31 грудня 1905 [13 січня 1906], Красноярськ, Єнісейська губернія — 26 травня 1986, Москва) — радянський альпініст, заслужений майстер альпінізму (1934), заслужений майстер спорту (1941)), інженер-конструктор.
Автор близько ста приладів, які використовуються для об'єктивної оцінки процесу тренування спортсменів.
Керівник перших радянських сходжень на пік Леніна (Памір, 7134 м) у 1934 році та пік Перемоги (Тянь-Шань, 7439 м) у 1956 році.
Керована команда «Спартак» (Москва) 12 разів була чемпіоном СРСР з альпінізму. Також був бронзовим призером чемпіонату СРСР із гірськолижного спорту.
Його брат, Євген Абалаков — також видатний альпініст.
Абалакову приписують такі винаходи, як кулачкові пристрої в 1930-х роках, Абалаківська петля (або V-петля) безредукторний якір для льодолазання та багато інших інновацій у спорядженні для скелелазіння.